# العملية العسكرية التركية في محافظة إدلب
العملية العسكرية التركية في محافظة إدلب (بالتركية: İdlib Hârekatı)‏ وتُسمى أيضا بـ زيادة مراقبة الأنشطة في إدلب (بالتركية: İdlib Gerginliği Azaltma Kontrol Gücü faaliyetleri)‏ هي عملية عسكرية قامت بها القوات المسلحة التركية بتاريخ تشرين الأول/أكتوبر 2017 بعد عملية درع الفرات. وهذه هي ثالث عملية عبر الحدود يقوم بها الجيش التركي بعد عملية درع الفرات وعملية شاه فرات.

## الخلفية
بدأت عملية التدخل العسكري التركي في محافظة إدلب بعد عملية السلام السورية التي تمت بين كل من تركيا، روسيا وإيران.

## الخط الزمني

### يناير- ديسمبر 2017
لم تقم القوات التركية بأي عمليات عسكرية مهمة خلال هذا العام باستثناء بعض التحركات البسيطة والتهديد بالتصعيد في حالة ما تم الاقتراب من حدودها.

### يناير-ديسمبر 2018
في شباط/فبراير من عام 2018، بدأ الجيش التركي في بناء عدة نقاط مراقبة وذلك قصد رصد البؤر الاستيطانية في شمال شرق إدلب والتحرك نحوها أو اتخاد الإجراء «المناسب» ضدها.

## ردود الفعل

### داخل سوريا
- مجلس وزراء سوريا: صرَّح مصدر لم يكشف عن اسمه في وزارة الخارجية السورية قائلا: «النظام التركي يجب أن يلتزم بما تم الاتفاق عليه في أستانا.»[7][8]
- الفدرالية الديمقراطية لشمال سوريا: «أي عملية عسكرية تقودها القوات التركية في عفرين سوف تفشل لأنها سوف تتلقى ردود قاسية وغير متوقعة رد.» أما ريزان جيلو رئيس هيئة الدفاع والحماية الذاتية في منطقة عفرين فقد صرح لقناة كردستان 24 بأن ما تقوم به تركيا مخالف للقانون وسيرد عليها في المكان والزمان المناسبين.[9]
- جيش الثوار: اتهم أحمد سلطان قائد جيش الثوار تركيا ببيع إدلب إلى النظام السوري وإيران وروسيا ثم دعا المدنيين في إدلب إلى مقاومة المخططات التركية والإيرانية والروسية التي تهدف إلى التدخل في إدلب وتقسيمها.[10]
- هيئة تحرير الشام: ذكر قيادي في هيأة التحرير الشام أن أي شخص دعم التدخل التركي في إدلب هو خائن.[11] ومع ذلك، فقد دعا فصيل داخل نفس الهيأة إلى مساعدة ومساندة العملية التركية التي ستخفف من الصراع الطائفي داخل ميدان التحرير في الشام.[12][بحاجة لمصدر أفضل]

### ردود الفعل الدولية
- : ذكر رئيس الوفد الروسي عن محادثة أستانا ألكسندر لافرينتيف أن روسيا مستعدة للقيام بدور الوسيط بين الحكومة السورية وتركيا بشأن الوضع في إدلب.[13]
- : قال مبعوث الأمم المتحدة الخاص إلى سوريا ستافان دي ميستورا أن تدخل تركيا في إدلب سيؤدي إلى خفض التصعيد في المنطقة وذلك نظرا للدور الإيجابي الذي تلعبه تركيا في هذه الحرب الأهلية.[14]